# Elecciones federales de Suiza de 1947
Las elecciones federales de Suiza se realizaron el 26 de octubre de 1947. A pesar de que el Partido Socialista Suizo obtuvo la mayor cantidad de votos, el Partido Radical Democrático Suizo emergió como la formación mayoritaria del Consejo Nacional, obteniendo 52 de los 194 escaños.

## Resultados

### Consejo Nacional
| Partido                                                    | Votos     | %    | Escaños | +/–   |
| ---------------------------------------------------------- | --------- | ---- | ------- | ----- |
| Partido Socialista Suizo                                   | 251 625   | 26.2 | 48      | –8    |
| Partido Radical Democrático Suizo                          | 220 486   | 23.0 | 52      | +5    |
| Partido Demócrata Suizo                                    | 203 202   | 21.2 | 44      | +1    |
| Partido de los Agricultores, Comerciantes e Independientes | 115 976   | 12.1 | 21      | –1    |
| Partido Suizo del Trabajo                                  | 49 353    | 5.1  | 7       | Nuevo |
| Alianza de los Independientes                              | 42 428    | 4.4  | 8       | +1    |
| Partido Democrático Liberal                                | 30 492    | 3.2  | 7       | –1    |
| Grupo Sociopolítico                                        | 28 096    | 2.9  | 5       | 0     |
| Partido Popular Evangélico de Suiza                        | 9072      | 0.9  | 1       | 0     |
| Partido Socialista Liberal                                 | 4626      | 0.5  | 1       | +1    |
| Otros partidos                                             | 4931      | 0.5  | 0       | –2    |
| Votos en blanco/nulos                                      | 25 212    | –    | –       | –     |
| Total                                                      | 985 499   | 100  | 194     | 0     |
| Participación electoral                                    | 1 360 453 | 72.4 | –       | –     |
| Fuente: Mackie & Rose, Nohlen & Stöver                     |           |      |         |       |

### Consejo de los Estados
En varios cantones, los miembros del Consejo de los Estados fueron elegidos por los parlamentos cantonales.
| Partido                                                    | Escaños | +/– |
| ---------------------------------------------------------- | ------- | --- |
| Partido Demócrata Cristiano                                | 18      | –1  |
| Partido Radical Democrático Suizo                          | 11      | –1  |
| Partido Socialista Suizo                                   | 5       | 0   |
| Partido de los Agricultores, Comerciantes e Independientes | 4       | 0   |
| Grupo Sociopolítico                                        | 2       | 0   |
| Partido Democrático Liberal                                | 2       | 0   |
| Otros partidos                                             | 2       | +2  |
| Total                                                      | 44      | 0   |
| Fuente: Nohlen & Stöver                                    |         |     |